# Rehling
Ne doit pas être confondu avec Rehlinger ou Rehlingen.
Rehling est une commune de Bavière (Allemagne) de 2 449 habitants située dans l'arrondissement d'Aichach-Friedberg.